# Stenopogon zebra
Stenopogon zebra är en tvåvingeart som beskrevs av Martin 1968. Stenopogon zebra ingår i släktet Stenopogon och familjen rovflugor. Inga underarter finns listade i Catalogue of Life.